# Rue Gérando
La rue Gérando est une voie du 9e arrondissement de Paris, en France.

## Situation et accès
La rue Gérando est une voie publique située dans le 9e arrondissement de Paris. Elle débute au 10, avenue Trudaine et se termine au 93, rue de Rochechouart.
Elle est desservie par la ligne 2 à la station de métro Anvers.

## Origine du nom

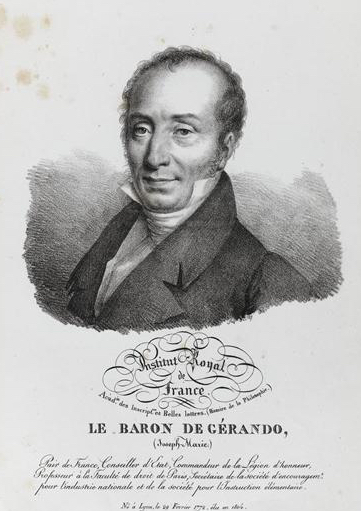
Joseph-Marie de Gérando.

La rue porte le nom de Joseph-Marie Degérando ou de Gérando, Baron d'Empire, né à Lyon le 29 février 1772 et mort à Paris le 10 novembre 1842. Il est linguiste, pédagogue et philanthrope français. Il compte également parmi les précurseurs de l'anthropologie et premier penseur de la méthode             d'observation participante. Il est un proche de Napoléon de Bonaparte ce qui l'aidera par la suite à obtenir ce nom de rue à son honneur. 20 ans plus tard, après sa mort

## Historique

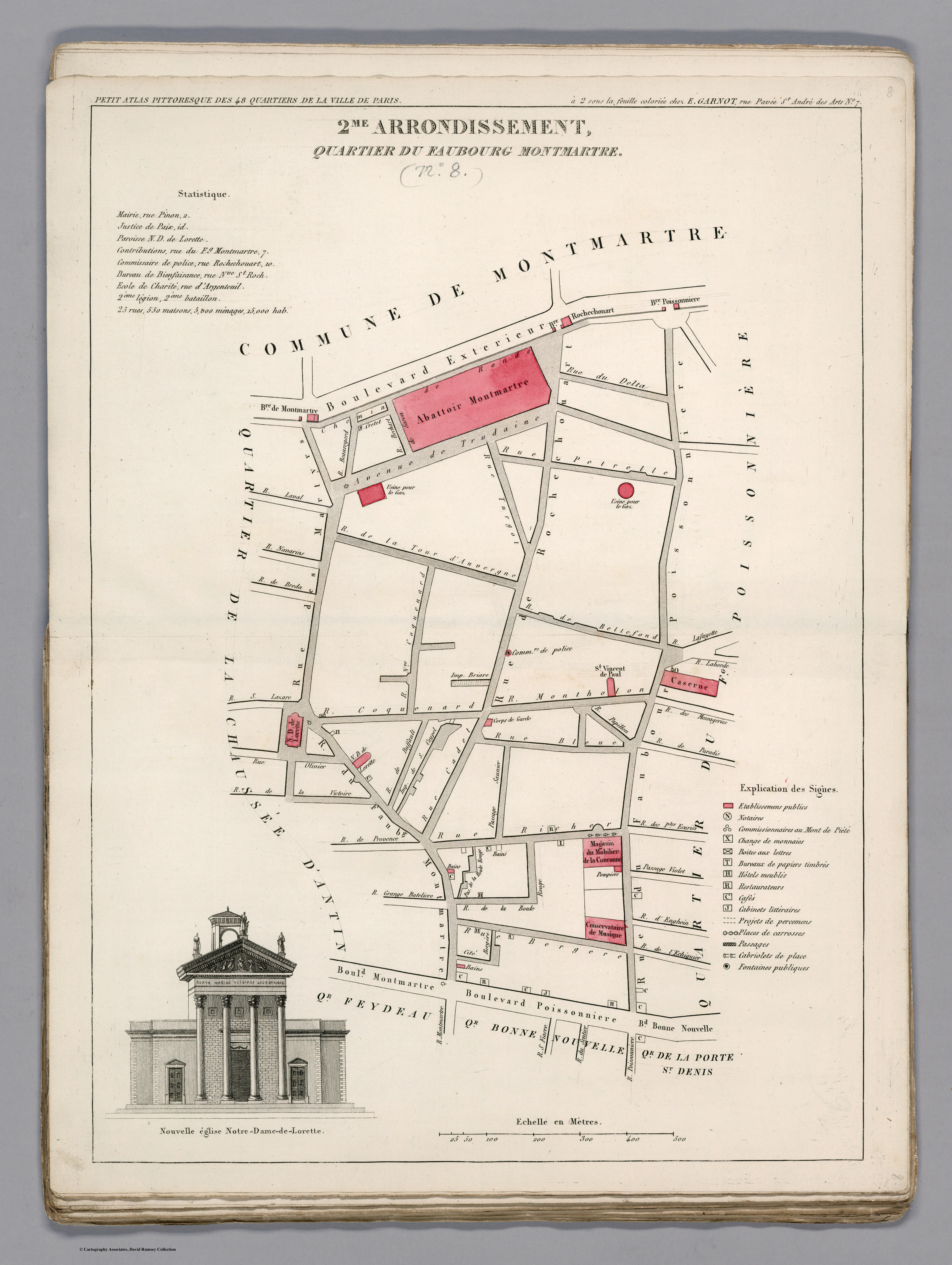
Plan du quartier en 1834, avant que la rue ne soit percée.

Cette rue fut percée en 1871 sur les terrains provenant de l'ancien abattoir de Montmartre et reçut le nom de « rue Gérando » par un décret du 10 août 1868 :
Sur le rapport de notre ministre secrétaire d'État au département de l'Intérieur, vu l'ordonnance du 10 juillet 1816 ; vu les propositions de M. le préfet de la Seine ; avons décrété et décrétons ce qui suit
Article 5 : les deux voies projetées sur les terrains de l'ancien abattoir de Montmartre recevront : 
la première, parallèle au boulevard Rochechouart le nom de rue Gérando ;
la deuxième, parallèle à l'avenue Trudaine, celui de rue Quesnay (la rue Quesnay ne fut pas exécutée) ;
etc.
Article 17. — Notre ministre secrétaire d'État au département de l'Intérieur est chargé de l'exécution du présent décret.
Fait au palais de Fontainebleau, le 10 août 1868